# Mêdog

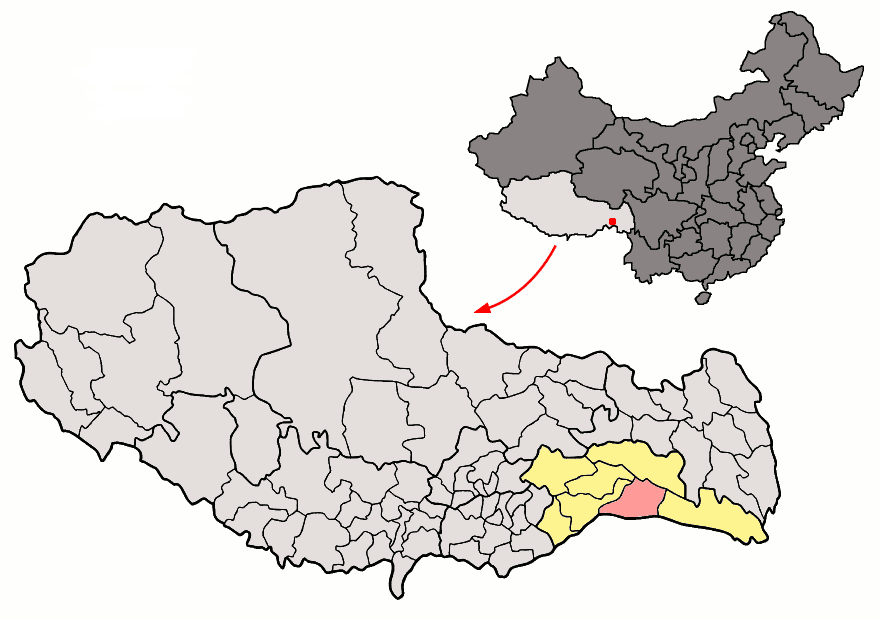
Lage des Landkreises Mêdog (pink) und der Präfektur Nyingchi (gelb) in der Autonomen Region Tibet in China

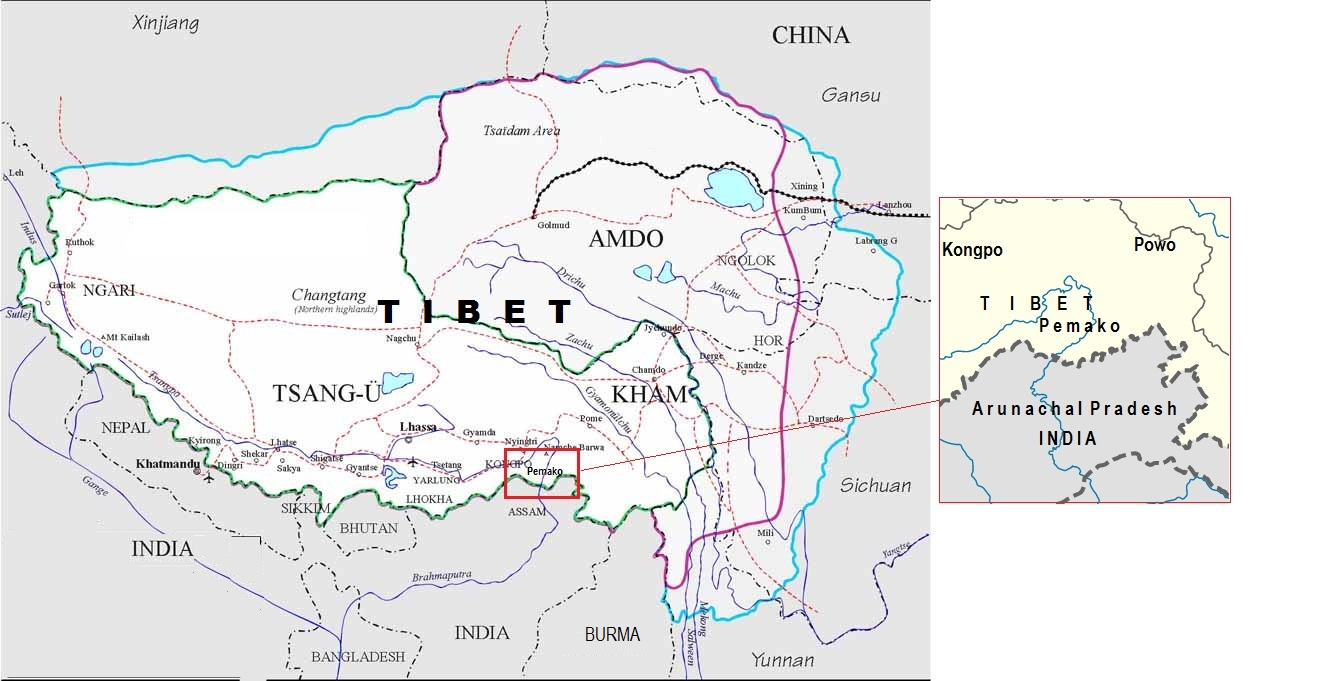
Umgebung von Mêdog (Pemako)

Mêdog (Metog Dzong, tibetisch: མེ་ཏོག་རྫོང་, Umschrift nach Wylie: me tog rdzong), auch Motuo (chinesisch 墨脱县, Pinyin Mòtuō Xiàn) oder historisch Pemako genannt, ist ein Landkreis im Südosten des Regierungsbezirks Nyingchi, im Autonomen Gebiet Tibet in der Volksrepublik China. Die Fläche beträgt 6.371 Quadratkilometer und die Einwohnerzahl 14.889 (Stand: Zensus 2020). Gemäß dem Zensus von 2010/2011 hatte der Kreis 10.963 Einwohner. Neben Tibetern leben in Mêdog verschiedene ethnische Minderheiten, zum Beispiel Monbas, Tshanglas, Khampas, Lhobas. Die gebräuchliche Sprache vieler Einheimischer ist Tapka.
„Mêdog“ bedeutet „heimlicher Lotus“ und steht in der tibetischen Sprache für „Blüte“. Von den Einwohnern wird die Region auch als „die Insel auf dem Plateau“ bezeichnet und galt lange Zeit als die abgeschiedenste Gegend Chinas. Die durchschnittliche Höhenlage beträgt 1.200 Meter. Zum Westen, Norden und Osten stehen die Gebirgszüge des Himalayas und Kangri Garpos. Im Süden grenzt der Kreis an Indien.
Der Hauptort und Sitz der Kreisverwaltung heißt ebenfalls Mêdog; die Stadt befindet sich in einem Tal an einer großen Biegung des Yarlung Tsangpo, dem Oberlauf des Brahmaputras, umgeben von dem 7.782 Meter hohen Namjagbarwa und dem 4.296 Meter hohen Galongla.

## Erreichbarkeit

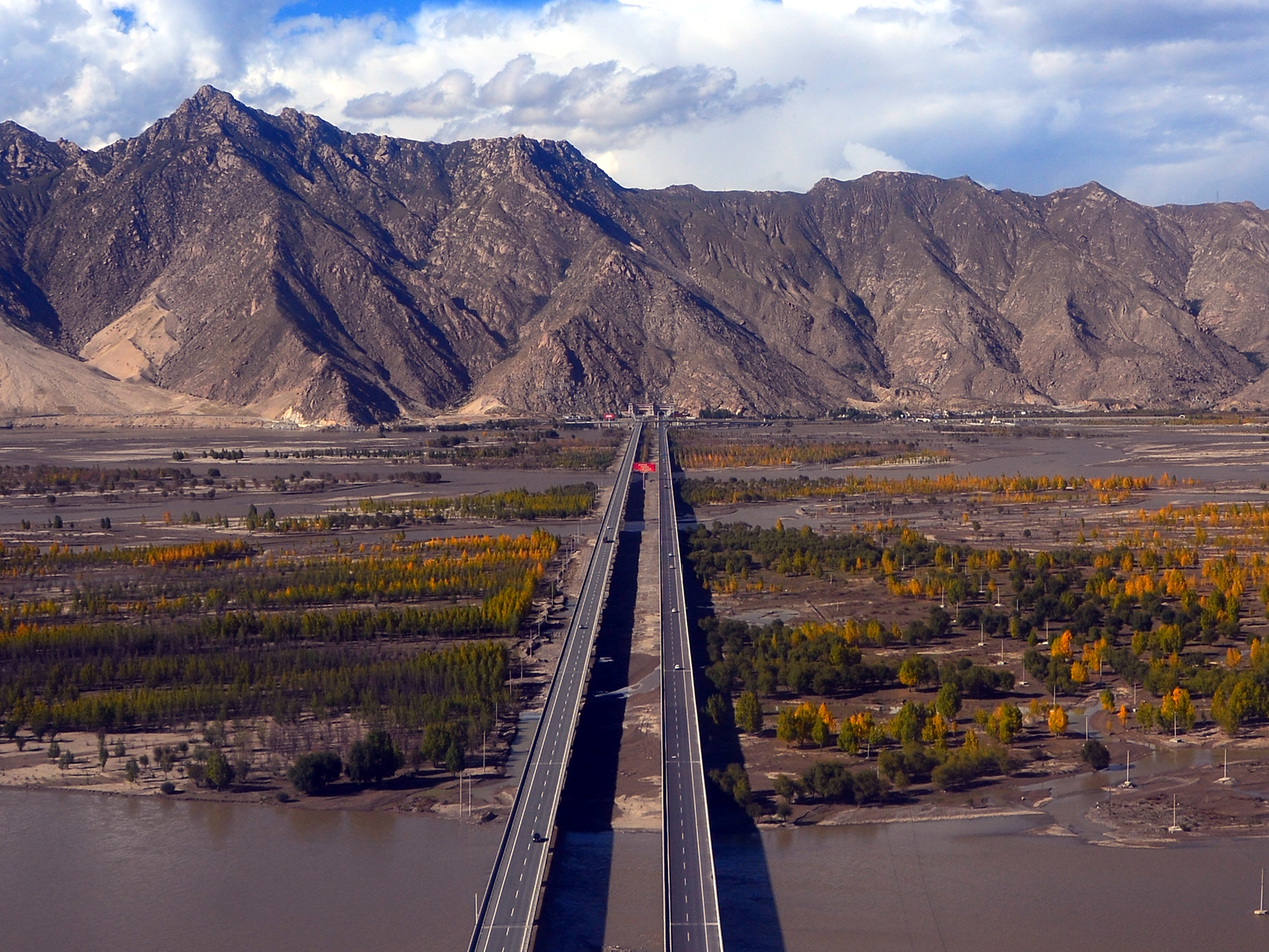
Brücke über den Yarlung Tsangpo in Mêdog; 2016

Mêdog war bis 2013 aufgrund mehrerer hochgelegener Bergketten der letzte Distrikt ohne festen Straßenzugang in China. Der einzige Weg in die abgeschiedene Region führte früher zu Fuß durch die Bergwelt des Himalayas entweder über den 4.296 Meter hohen Galongla oder den 4.000 Meter hohen Duoxiongla. Zudem mussten Schluchten über mehrere Seilrutschen sowie einer 200 Meter langen Hängeseilbrücke überquert werden.
Eine erste, einfache Straße entlang der von dichtem subtropischem Regenwald bedeckten Hänge wurde in den 1970er Jahren gebaut. Diese konnte jedoch überwiegend nur im Sommer benutzt werden, da sie im Winter von Lawinen, Eis und Schnee, im Frühjahr und Herbst durch Geröll, hohe Monsunniederschläge und starkes Bodenwasser blockiert war. Viele Einheimische lebten aufgrund der schlechten Verkehrsanbindung in ärmlichen Verhältnissen und verdienten ihren Unterhalt als Bergführer, Lastenträger oder Sherpas. Allein die Route von Mêdog (Stadt) über den Galongla dauerte vier Tage, ohne Unterkunfts- oder Versorgungsmöglichkeit.
Im Sommer 2013 wurde die Motuo-Autobahn von Bomê nach Mêdog (Stadt) fertiggestellt, welche die bis dahin letzte isolierte Region Tibets erschließt. Seitdem sind alle Städte, Kreise und Gemeinden in China an das nationale Straßennetz angeschlossen. Die 117 Kilometer lange Straße führt durch einen drei Kilometer langen Tunnel durch den Berg Galongla und liegt 3.700 Meter über dem Meeresspiegel.
Der nächstgelegene Flughafen ist der in einer Höhe von 2.949 Metern liegende Nyingchi Airport.

## Geschichte

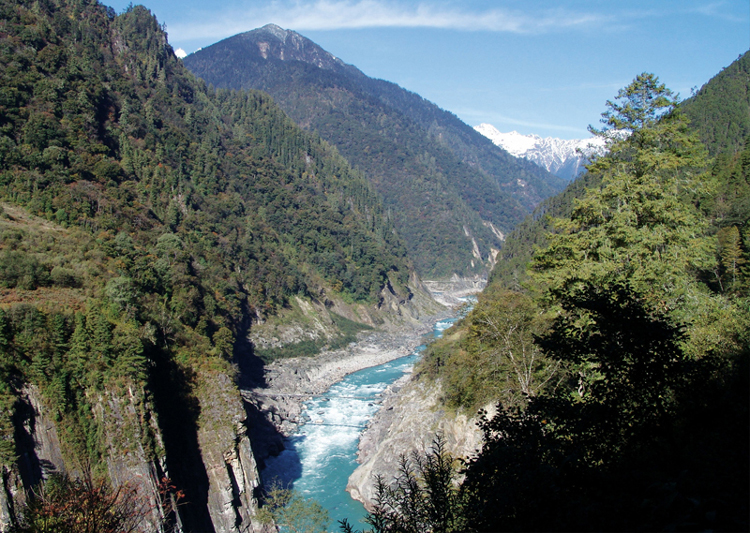
Ausläufer der Dihangschluchten am Zusammenfluss des Lhayue Chu mit dem Yarlung Tsangpo; 2010

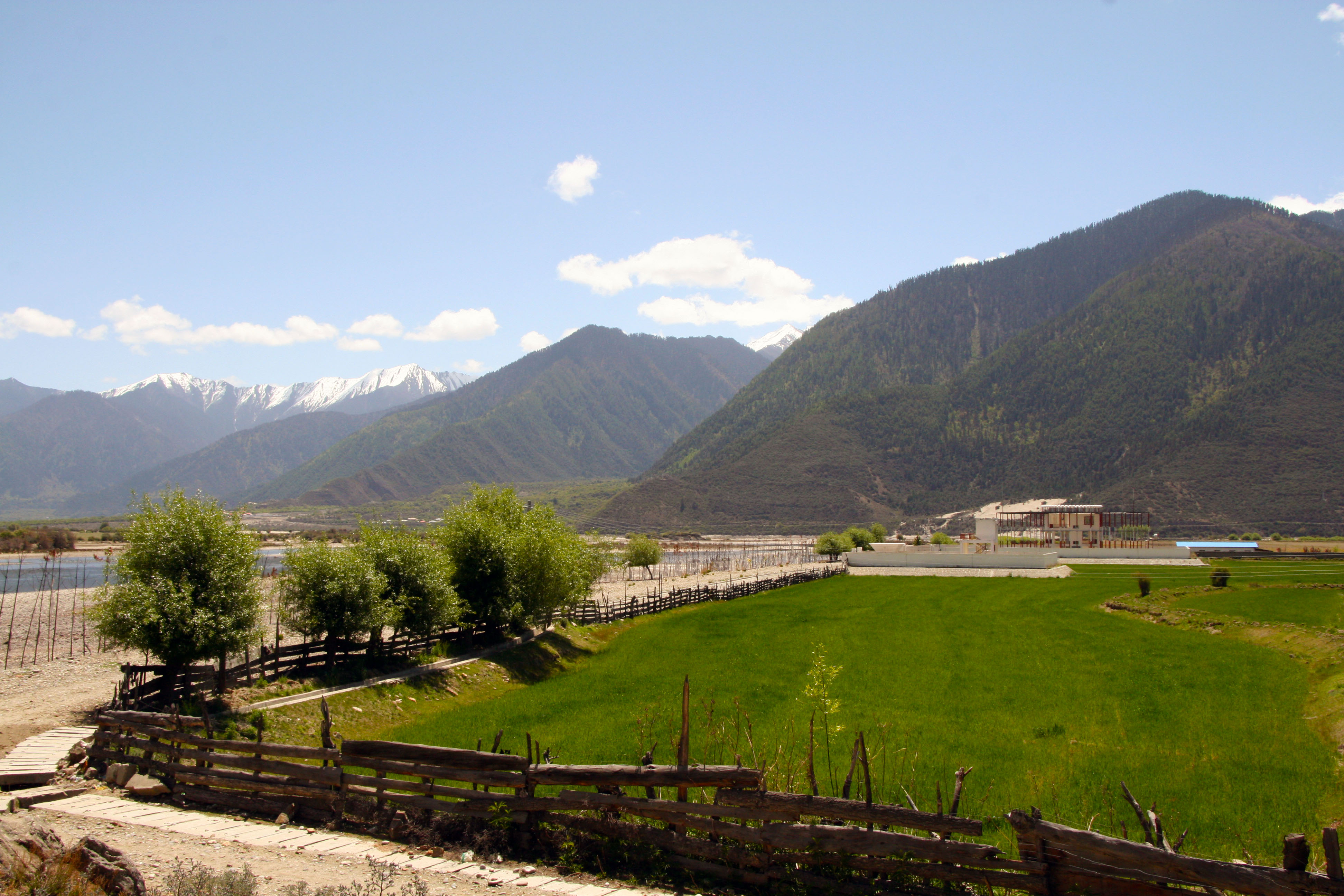
Felder am Yarlung Tsangpo; 2011

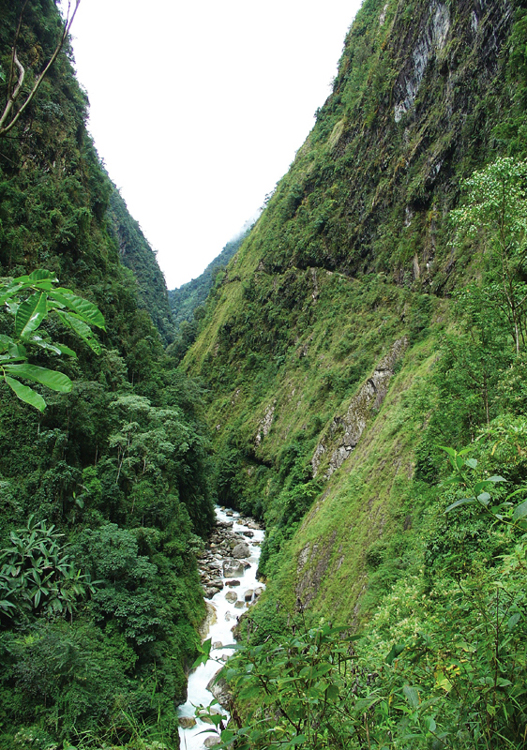
Oberlauf des Yarlung Tsangpo; 2010

Die Mehrzahl der in der Region lebenden Urvölker war bis ins 20. Jahrhundert hinein ohne Schrift. Zahlreiche archäologische Funde weisen auf ein reiches kulturelles Erbe und auf eine sehr frühe Besiedlung der fruchtbaren Täler hin. Das Gebiet blieb lange Zeit von Territorialkämpfen umliegender Staaten verschont und geriet erst im späten 17. Jahrhundert in die Machtsphäre der tibetischen Gelug. Die schwer erreichbare und mysteriöse Berglandschaft galt den Buddhisten fortan als heilig. Der Kreis wurde als Verwaltungseinheit Tibet zugeordnet und über Jahrhunderte direkt von dem rund 800 Kilometer entfernten Lhasa aus geleitet.
Zu dieser tibetischen Hochlandregion zählten ursprünglich große Teile des heutigen indischen Bundesstaates Arunachal Pradesh, historisch Unteres Pemako genannt. Im Zuge des britischen Tibetfeldzugs annektierte Großbritannien ab 1903 in der Region ein Gebiet von rund 80.000 km² und gliederte dieses 1914 auf Grundlage der von China nicht anerkannten Shimla-Konvention in die Kronkolonie Britisch-Indien ein. Allerdings waren die Gebiete aufgrund der Unzugänglichkeit und den fast 100 abgeschieden lebenden Volksstämmen kaum zu kontrollieren, so dass die tibetischen Klosterbezirke (Dzong) unverändert unter der Verwaltung Lhasas standen.
Nach der Unabhängigkeit Indiens 1947 bemühte sich die indische Regierung um eine offizielle Eingliederung des Gebiets nach Indien. In der Folge entbrannte 1962 der indisch-chinesische Grenzkrieg, in dessen Verlauf chinesische Truppen bis in die Assam-Ebene vordrangen, sich dann aber wieder zurückzogen. 1972 erhielt das Gebiet von Indien den Status eines Unionsterritoriums. Arunachal Pradesh ist offiziell seit dem 20. Februar 1987 ein eigenständiger indischer Bundesstaat. Nach wie vor wird der Grenzverlauf von der Volksrepublik China sowie der Republik China (Taiwan) de jure nicht anerkannt. Nach der Verwaltungsgliederung Chinas gehören Teile von Arunachal Pradesh zum Kreis Mêdog des Autonomen Gebiets Tibet. Das umstrittene Gebiet wird in China Zàngnán (藏南), „Südliches Tibet“, genannt.
Mêdog zählt seit 2012 zu den bedeutendsten Hochgebirgs-Teeanbaugebieten im Himalaya. Die Region entwickelt sich aufgrund der üppigen Vegetation, ihrer reichen Flora und Fauna, unter Naturliebhabern zu einem beliebten Reiseziel. Bergsteiger und Backpacker bevorzugen zur An- und Abreise unverändert die alte Route nach Mêdog über die Berge. Sie gilt als sehr anstrengend und riskant. Individual- und Gruppenreisen sind problemlos möglich, es wird jedoch ausdrücklich darauf hingewiesen, dass Wanderreisen in das Gebiet von Mêdog nur von geübten und trainierten Personen durchgeführt werden können (Stand 2018).
Im Kreis Mêdog befinden sich das Rinchenpung-Kloster sowie die Dihangschluchten. Die Schönheit der tiefen und langen Schluchten, ihre Abgeschiedenheit und Rätselhaftigkeit dienten vermutlich dem berühmten Shangri-La im Buch Lost Horizon von James Hilton als Vorlage für ein „reines und verborgenes Land“, sowohl geografisch wie spirituell-religiös.

## Mêdog-Verwerfungszone
Der Kreis liegt in einem seismisch aktiven Gebiet, der Mêdog-Verwerfungszone (Motuo-Verwerfung) (墨脱断裂带). Sie gehört zu einem System von geologischen Verwerfungen, die infolge der Kollision der Indischen mit der Eurasischen Platte aktiv sind. Seit 1900 fanden in Mêdog mehrere mit dieser Aktivität verbundene Erdbeben statt, zwei davon mit einer Magnitude höher als 7.
Das Medog-Erdbeben von 1950 hatte eine Magnitude von 8,6 und verursachte den Tod von 1.526 Menschen.

## Administrative Gliederung
Auf Gemeindeebene setzt sich der Kreis aus einer Großgemeinde, sechs Gemeinden und einer Nationalitätengemeinde zusammen. Diese sind:
- Großgemeinde Mêdog (墨脱镇), Hauptort, Sitz der Kreisverwaltung;
- Gemeinde Baibung (背崩乡);
- Gemeinde Bangxin (旁辛乡);
- Gemeinde Dexing (德兴乡);
- Gemeinde Gadê (甘登乡);
- Gemeinde Godang (格当乡);
- Gemeinde Qarasa (加热萨乡);
- Gemeinde Dagmo der Lhoba (达木珞巴族乡).